# 長楽寺 (松山市)
長樂寺（ちょうらくじ）は、愛媛県松山市西垣生町にある寺院。長樂寺であるが、以下、長楽寺と表記する。宗派は真言宗、本尊は阿弥陀如来で、新四国曼荼羅霊場第44番札所。
御詠歌：ごくらくの　くににまします　みだにょらい　すくいたまえや　つみふかき身を

## 概要・歴史
寺伝によれば、天平宝宇4年（760年）の創建にして、上古は末寺11ヶ寺を有する本寺であった。その後、東寺宝菩提院の末寺に連なっていたが、天正年間の兵火により焼亡、さらに、正徳5年（1715年）大洪水によりことごとく流没する。そして、当時の住職元誉法印は本尊阿弥陀三尊を探し求め中津の橋の下で発見し、洪水から10年後の享保10年（1725年）現在地に再興を果たす。
なお、境内には、伊予絣創始者の鍵谷カナ俳人の村上霽月（せいげつ）の墓所がある。

## 境内
- 大日堂：山門に向かって右前の境外にある。金剛界大日如来、脇に弘法大師坐像。
- 山門
- 本堂：阿弥陀如来立像
- 護摩堂：本尊・薬師如来立像、毘沙門天立像、不動明王立像
- 弁財天堂

## 交通案内
鉄道
- 四国旅客鉄道（JR四国）予讃線 松山駅よりタクシーで約20分。
- 伊予鉄道郡中線 余戸駅よりバスで三嶋神社前停留所下車すぐ。

## 前後の札所
新四国曼荼羅霊場
43番 蓮生寺-- 44番 長楽寺 -- 45番 法寿院